# Mario Nigro (giurista)
Mario Nigro (San Fili, 19 gennaio 1912 – Roma, 28 febbraio 1989) è stato un giurista italiano.

## Biografia
Dapprima avvocato, successivamente professore incaricato e ordinario di diritto amministrativo nelle Università di Messina, Firenze e Roma Sapienza, fu studioso e illustre maestro del diritto amministrativo processuale e sostanziale, sotto la cui Scuola si formò un folto numero di amministrativisti (G. Meale, V. Caputi Jambrenghi etc.) fino al pensionamento nel 1983.
Negli anni ottanta fu Presidente di una commissione governativa (nota come "Commissione Nigro") di riforma del diritto amministrativo sostanziale, ed in particolare del procedimento amministrativo, i cui lavori terminarono nel 1984 portando successivamente all'approvazione della l. n. 241/1990 sull'attività amministrativa.

## Il pensiero
Nell'Accademia italiana, Nigro fu un professore atipico, sostanzialmente isolato, e non riconducibile ad alcuna delle scuole di pensiero inaugurate dai principali teorici della materia (Aldo Sandulli, Enrico Guicciardi, Roberto Lucifredi, Renato Alessi, Massimo Severo Giannini, Feliciano Benvenuti) nel corso del XX secolo, anche se nei primi anni di formazione fu forte in lui l'influenza della dottrina di Costantino Mortati, cui Nigro dedicò - "in segno di ammirazione per il maestro e gratitudine per l'amico" la sua monografia su "Studi sulla funzione organizzatrice della pubblica amministrazione".
Il suo isolamento accademico favorì da un lato lo sviluppo di un pensiero originale - soprattutto, ma non solo, nei rapporti fra pubblica amministrazione e giustizia amministrativa - che ebbe notevoli riconoscimenti in ambito universitario e giudiziario.
Particolarmente apprezzata è stata la sua "Giustizia amministrativa", edita per qualche anno con aggiornamenti a cura di A. Nigro, per tentare di preservarne l'utilita' didattica, sebbene successivamente consegnata alla storia con l'entrata in vigore del codice del processo amministrativo.
Nondimeno, è la c.d. Teoria dei blocchi normativi, elaborata dal Nigro, ad aver dato autonoma dignità all'interesse legittimo rispetto al diritto soggettivo; teoria fatta propria dall'A.P. del Consiglio di Stato.
Di rilievo i lavori curati dallo stesso Nigro, con i contributi di studiosi sulla materia delle Convenzioni urbanistiche, corredati da una sua apertura-chiusura dei lavori.